# Ormbunksfly
Ormbunksfly (Callopistria juventina) är en fjärilsart som beskrevs av Caspar Stoll 1782. Ormbunksfly ingår i släktet Callopistria och familjen nattflyn. Arten är tillfälligt reproducerande i Sverige. Inga underarter finns listade i Catalogue of Life.

## Bildgalleri

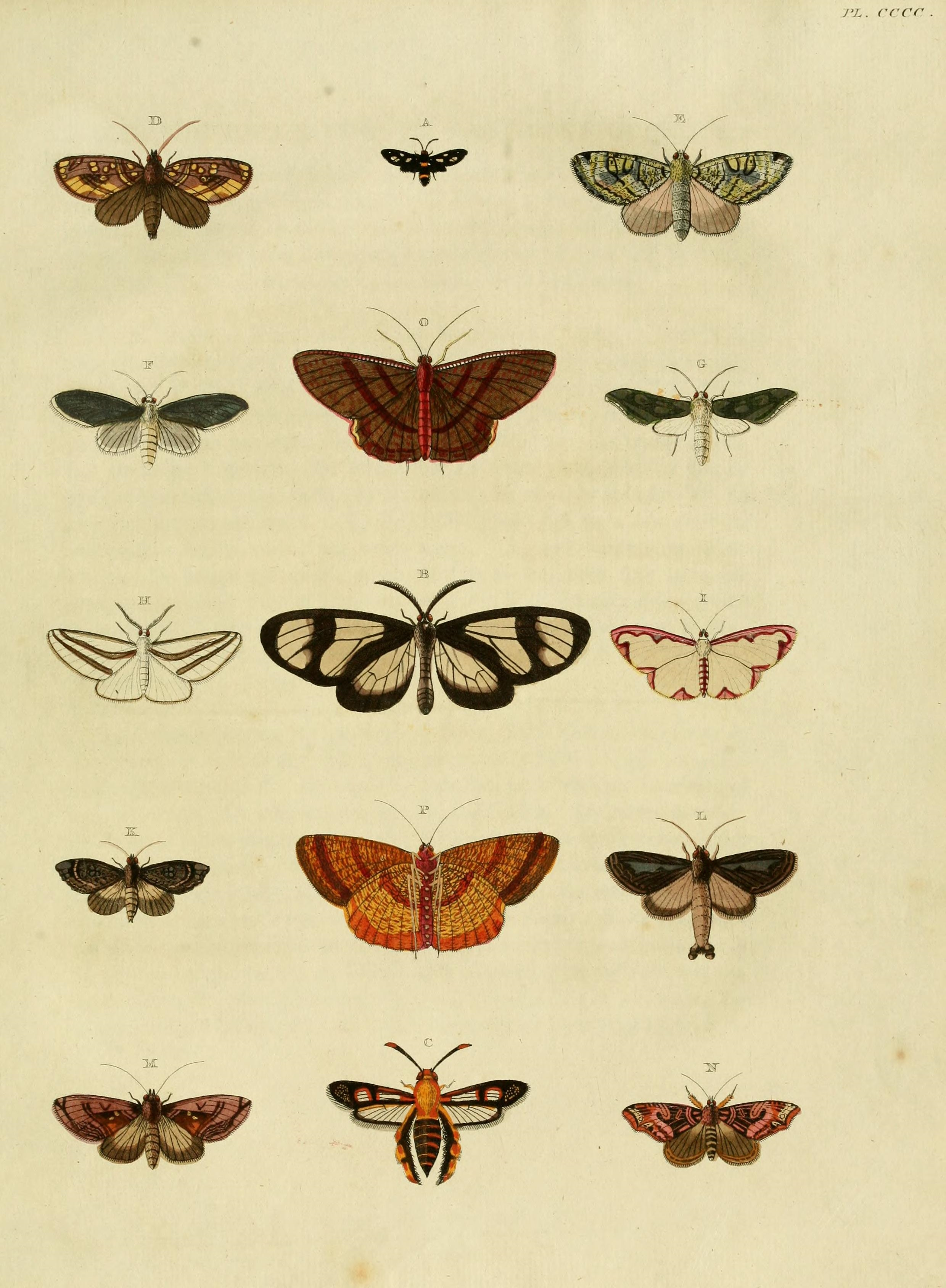